# 乾敏郎
乾 敏郎（いぬい としお、1950年12月4日 - ）は、心理学者・脳科学者。文学博士（京都大学・論文博士・1985年）。京都大学名誉教授、追手門学院大学教授。言語・非言語コミュニケーション機能の認知神経科学的研究に従事。発達原理の解明に向けた研究やコミュニケーション障害の脳内メカニズムに関する研究などを行っている。

## 経歴
大阪府生まれ。1974年大阪大学基礎工学部生物工学科卒業、1976年同大学院基礎工学研究科生物工学専攻修士課程修了。
大阪大学人間科学部行動系行動工学助手、1983年京都大学文学部哲学科心理学教室助手、1985年「視覚情報処理の基礎的メカニズムに関する心理学的研究」で文学博士（京都大学）の学位を取得。1987年視聴覚機構研究所認知機構研究室主幹研究員、1991年京都大学文学部哲学科心理学教室助教授、1995年教授、1998年京都大学大学院情報学研究科教授。2015年定年退任、名誉教授、追手門学院大学教授。

## 著書
- 『視覚情報処理の基礎』サイエンス社 1990
- 『Q&Aでわかる脳と視覚 人間からロボットまで』サイエンス社 1993
- 『イメージ脳』岩波科学ライブラリー 2009
- 『脳科学からみる子どもの心の育ち 認知発達のルーツをさぐる』ミネルヴァ書房 叢書・知を究める 2013
- 『感情とはそもそも何なのか 現代科学で読み解く感情の仕組みと障害』ミネルヴァ書房 2018

### 共編著
- 『認知と学習』編著 丸善 情報科学コアカリキュラム講座 1993
- 『認知心理学 1 知覚と運動』編 東京大学出版会 1995
- 『認知科学の新展開』安西祐一郎共編 全4巻 岩波書店 2001
- 『言語科学と関連領域』大津由紀雄、坂本勉、西光義弘、岡田伸夫共著 岩波書店 言語の科学 2005
- 『よくわかる認知科学』吉川左紀子、川口潤共編 ミネルヴァ書房 やわらかアカデミズム・〈わかる〉シリーズ 2010
- 『感覚・知覚・認知の基礎』電子情報通信学会編 監修 オーム社 現代電子情報通信選書『知識の森』2012

### 翻訳
- デビッド・マー『ビジョン 視覚の計算理論と脳内表現』安藤広志共訳 産業図書 1987
- Jeffrey L.Elman ほか『認知発達と生得性 心はどこから来るのか』今井むつみ,山下博志共訳 共立出版 1998
- S.J.ブレイクモア,U.フリス『脳の学習力 子育てと教育へのアドバイス』山下博志,吉田千里共訳 岩波書店 2006 のち現代文庫

## 論文
- Cinii